# Alparslano Alacras
Taje Daulá Alparslano ibne Raduano, apelidado Alacras (o Mudo), foi o sultão seljúcida de Alepo de 1113 até sua morte em 1114. Segundo ibne Alatir, não era realmente mudo, mas tinha apenas um distúrbio da fala e gagueira. Era filho do sultão Raduano com uma filha de Iagui Siã, governador de Antioquia.

## História
Alparslano era filho do sultão alepino Raduano (r. 1095–1113) com uma filha de Iagui Siã, governador de Antioquia. Sucedeu ao pai como sultão em 10 de dezembro de 1113 aos 16 anos. Como resultado, segundo ibne Alatir, "tinha só autoridade aparente como sultão", enquanto seu atabegue Lulu Iáia "tinha a realidade". Após chegar ao poder, ordenou a morte de seu irmão Maleque Xá e seu meio-irmão paterno Mubaraque Xá, imitando seu pai, que também ordenou a morte de seus irmãos ao chegar ao poder.
Enquanto Lulu tinha controle sobre o exército, os adate (milícia local) permaneceram leais ao Alparslano e sob seu controle. Por sugestão de Saíde ibne Badi, rais (líder) dos adate, perseguiu os nizaritas batinitas, executando seu líder, Abu Tair Alçaigue, e confiscando as propriedades do resto. Dessa maneira, empurrou muitos nizaritas ao cristão Principado de Antioquia. Mais tarde, se voltou contra ibne Badi, confiscando sua propriedade e exilando-o no emirado ucailida do Castelo de Jabar. O substituiu como rais dos adate por um estrangeiro, Ibraim Alfurati.
Por causa de sua fraqueza militar, foi forçado a pagar tributo a Antioquia. Em março de 1114, recorreu a Toguetequim de Damasco para proteção contra Antioquia, contra os nizaritas e contra seu atabegue, Lulu. Toguetequim enviou forças para Alepo, mas eles acharam inaceitável a tolerância oficial dos xiitas e partiram antes do final do ano. Rogério de Salerno, regente de Antioquia, forçou a retomada do tributo. Com a saída das forças de Toguetequim, o atabegue, em conjunto com Xamece Alcauas Iaructas, senhor de Rafaneia, a quem Toguetequim havia deposto, os mamelucos assassinaram Alparslano na cidadela. Lulu então colocou o irmão de seis anos de Alparslano, Sultão Xá, no trono.